# Bombylius maculatus
Bombylius maculatus är en tvåvingeart som beskrevs av Fabricius 1775. Bombylius maculatus ingår i släktet Bombylius och familjen svävflugor. Inga underarter finns listade i Catalogue of Life.